# Karl Ove Knausgård

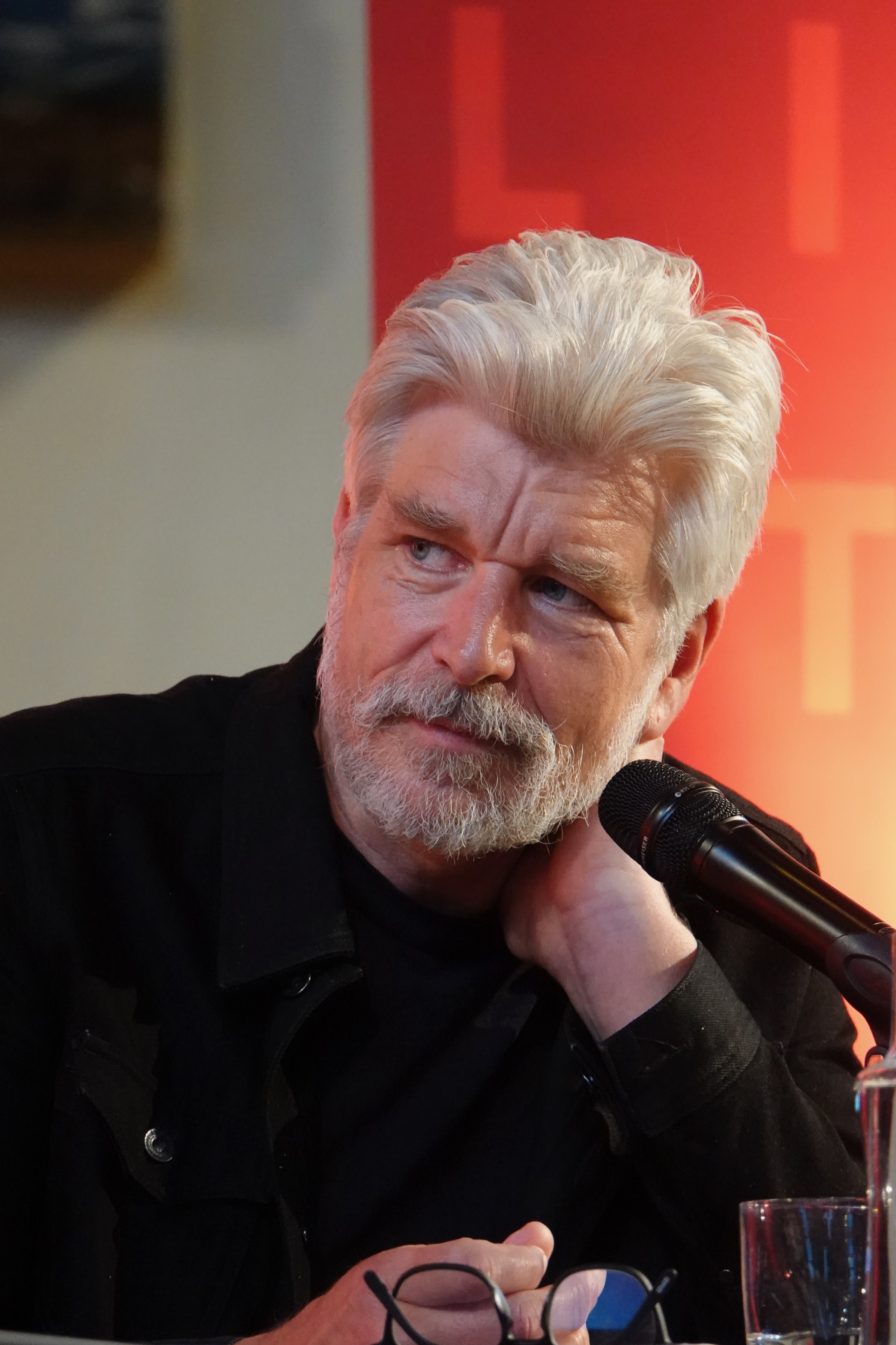
Karl Ove Knausgård 2024

Karl Ove Knausgård [ˈkɑːɭ ˈuːvə ˈknæʉsˌgɔːɾ] (* 6. Dezember 1968 in Oslo) ist ein norwegischer Schriftsteller.

## Leben
Karl Ove Knausgård ist Sohn einer Krankenschwester und eines Lehrers und wuchs mit einem älteren Bruder auf der Insel Tromøy bei Arendal und in Kristiansand auf. Er studierte Kunstgeschichte und Literatur an der Universität Bergen. Sein literarisches Debüt Ute av verden erhielt 1998 den norwegischen Kritikerprisen. Damit wurde erstmals das Erstlingswerk eines Autors mit dem Preis geehrt. 2004 folgte der Roman En tid for alt, der für den Literaturpreis des Nordischen Rates und den International IMPAC Dublin Literary Award nominiert war und unter dem Titel Alles hat seine Zeit in deutscher Übersetzung vorliegt.
Im Jahre 2009 veröffentlichte Knausgård die ersten drei seines sechs Bände umfassenden, autobiografisch angelegten Romanzyklus Min Kamp (wörtlich: Mein Kampf), der der Gattung der Autofiktion zugerechnet wird. Das Erscheinen des ersten Bandes, der die schwierige Beziehung zu seinem Vater thematisiert und dabei „in einer regelrechten Gedankenflut“ essayistische Passagen mit Kindheits- und Jugenderinnerungen verbindet, sorgte in Norwegen für großes Aufsehen und löste heftige Diskussionen aus. Das Buch avancierte zum Bestseller und wurde von den Lesern der Zeitung Morgenbladet zum Buch des Jahres gewählt. Knausgård bekam dafür den wichtigsten Literaturpreis seines Heimatlandes, den Brageprisen. Die Bände vier und fünf erschienen 2010, der sechste und letzte Band wurde 2011 veröffentlicht. 2011 kam der erste Band unter dem Titel Sterben auf Deutsch heraus. Der Luchterhand Literaturverlag verzichtete wohlweislich darauf, den Gesamttitel des Sechsteilers für die deutsche Ausgabe zu übernehmen. Der Abschlussband Kämpfen erschien im Mai 2017.
Knausgård gründete 2010 mit den ersten Einnahmen aus seinem Min Kamp-Zyklus den kleinen Pelikan-Verlag, in dem er unter anderem Bücher von Christian Kracht und Peter Handke auf Norwegisch herausgibt.
Durch seinen zunehmenden internationalen Erfolg bekam er die Gelegenheit, für Zeitschriften wie The New York Times Magazine und The New Yorker zu schreiben. Seine Texte umfassen Reiseberichte, eine Auseinandersetzung mit dem norwegischen Terroristen Breivik, Beobachtungen bei einer Gehirnoperation, einen Essay über sein Leben als Hundehalter und eine Rezension von Michel Houellebecqs Roman Unterwerfung. Veröffentlichte und bislang unveröffentlichte Essays aus den Jahren 1996–2013 erscheinen auch in der 2016 auf Deutsch herausgegebenen Sammlung Das Amerika der Seele.
In den Jahren 2015 und 2016 veröffentlichte Knausgård jeweils zwei Bände der Jahreszeiten-Tetralogie, deren Teile je einem seiner Kinder gewidmet sind und in den Folgejahren auch in deutscher Sprache veröffentlicht wurden. Er selbst versteht die Bücher als „persönliche Enzyklopädie von Dingen aus meinem näheren Umfeld“, in der er Alltagsgegenstände in Briefen an seine noch ungeborene jüngste Tochter beschreibt.
Knausgård kuratierte 2017 eine Ausstellung mit Bildern von Edvard Munch im Munch-Museum in Oslo.
Seit 2007 war Knausgård in zweiter Ehe mit der Lyrikerin und Romanautorin Linda Boström Knausgård (* 1972), Tochter der schwedischen Schauspielerin Ingrid Boström, verheiratet. Die Familie lebte mit den gemeinsamen Kindern, drei Töchtern und einem Sohn, zunächst in Malmö, ab 2011 in Glemmingebro im schonischen Österlen. Im November 2016 kündigte Boström die bevorstehende Scheidung an. Heute lebt Knausgård in London und ist mit der Verlagsmanagerin Michal Shavit verheiratet. Das Paar hat einen gemeinsamen Sohn.
2019 schrieb Knausgård einen Beitrag für das Kunstprojekt Future Library der schottischen Künstlerin Katie Paterson. Es soll im Jahr 2114 in einer 100 Texte umfassenden Anthologie veröffentlicht werden. Bis dahin wird das Manuskript unveröffentlicht und ungelesen in der Deichmanske bibliotek in Oslo verwahrt. Knausgårds Beitrag trägt den Titel Blindeboka.
Im Jahr 2020 erschien sein Debütroman erstmals auf Deutsch. Adam Soboczynski bemerkte in seiner Kritik für Die Zeit die unterschiedlichen Wirkungen, die das Buch auf seine Leserschaft hat. Für ihn ist das Buch ein Träume, Essays und Seelenerkundungen verbindendes, „raumgreifendes“ Epos, die „Soziogenese eines Antihelden“, die Motive aus Knausgards biografischem Zyklus literarisch zu Ende denkt. Berit Glanz urteilte, der Roman sei „auf zwei Ebenen gescheitert, ästhetisch und ethisch“. Der Schreibstil sei „definitiv ein ausbeuterisches Schreiben“, da der Blick auf die weibliche Hauptfigur, eine 13-jährige Schülerin, „extrem sexualisierend“ sei und nicht negativ bewertet werde.

## Zitat
„Im Leben ist es sehr, sehr schlecht, sensibel zu sein, aber für einen Schriftsteller ist es sehr gut.“

## Werk
- 1998: Ute av verden.

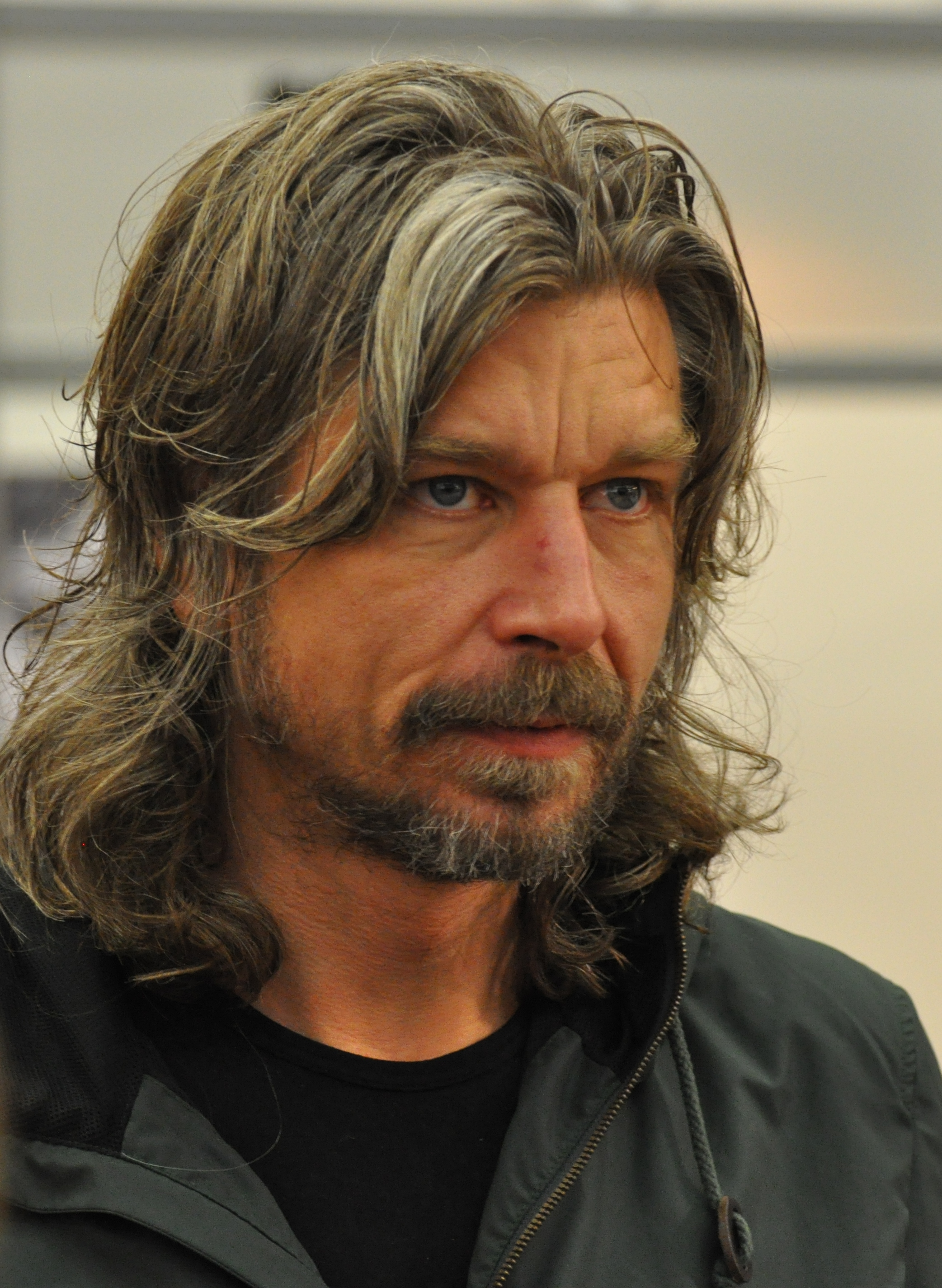
Karl Ove Knausgård 2011

  - Aus der Welt (aus dem Norwegischen von Paul Berf), Luchterhand, München 2020, ISBN 978-3-630-87437-1.[25]
- 2004: En tid for alt.
  - Alles hat seine Zeit (aus dem Norwegischen von Paul Berf), Luchterhand, München 2007, ISBN  978-3-630-87264-3.
- 2009: Min kamp. Første bok.
  - Sterben[26] (aus dem Norwegischen von Paul Berf), Luchterhand, München 2011, ISBN 978-3-630-87351-0.
- 2009: Min kamp. Andre bok.
  - Lieben[27] (aus dem Norwegischen von Paul Berf), Luchterhand, München 2012, ISBN 978-3-630-87370-1.
- 2009: Min kamp. Tredje bok.
  - Spielen[28] (aus dem Norwegischen von Paul Berf), Luchterhand, München 2013, ISBN 978-3-630-87412-8.
- 2010: Min kamp. Fjerde bok.
  - Leben[29] (aus dem Norwegischen von Ulrich Sonnenberg), Luchterhand, München 2014, ISBN 978-3-630-87413-5.
- 2010: Min kamp. Femte bok.
  - Träumen[30] (aus dem Norwegischen von Paul Berf), Luchterhand, München 2015, ISBN 978-3-630-87414-2.
- 2011: Min kamp. Sjette bok.
  - Kämpfen (aus dem Norwegischen von Paul Berf und Ulrich Sonnenberg), Luchterhand, München 2017, ISBN 978-3-630-87415-9.
- 2013: Sjelens Amerika: tekster 1996–2013.
  - Das Amerika der Seele (aus dem Norwegischen von Paul Berf und Ulrich Sonnenberg), Luchterhand, München 2016, ISBN 978-3-630-87455-5.
- 2014: Hjemme/Borte (mit Fredrik Ekelund).
  - Kein Heimspiel (aus dem Norwegischen von Ulrich Sonnenberg), btb, München 2018, ISBN 978-3-442-71563-3.
- 2015: Om høsten.
  - Im Herbst (aus dem Norwegischen von Paul Berf), Luchterhand, München 2017, ISBN 978-3-630-87514-9.
- 2015: Om vinteren.
  - Im Winter (aus dem Norwegischen von Paul Berf), Luchterhand, München 2017, ISBN 978-3-630-87515-6.
- 2016: Om våren.
  - Im Frühling (aus dem Norwegischen von Paul Berf), Luchterhand, München 2018, ISBN 978-3-630-87512-5.
- 2016: Om sommeren.
  - Im Sommer (aus dem Norwegischen von Paul Berf), Luchterhand, München 2018, ISBN 978-3-630-87513-2.
- 2017: Så mye lengsel på så liten flate. En bok om Edvard Munchs Bilder.
  - So viel Sehnsucht auf so kleiner Fläche. Edvard Munch und seine Bilder (aus dem Norwegischen von Paul Berf), Luchterhand, München 2019, ISBN 978-3-630-87589-7.
- 2019: Fuglene under himmelen.[31]
- 2020: Morgenstjernen.
  - Der Morgenstern (aus dem Norwegischen von Paul Berf), Luchterhand, München 2022, ISBN 978-3-630-87516-3 (Band 1 der Morgenstern-Serie).[32]
- 2021: Ulvene fra evighetens skog
  - Die Wölfe aus dem Wald der Ewigkeit (aus dem Norwegischen von Paul Berf),  Luchterhand, München 2023, ISBN 978-3-630-87635-1  (Band 2 der Morgenstern-Serie).[33]
- 2021 Skogen og elva. Om Anselm Kiefer og kunsten hans
  - Der Wald und der Fluss. Über Anselm Kiefer und seine Kunst. (aus dem Norwegischen von Paul Berf), Luchterhand, München 2023, ISBN 978-3-630-87655-9
- 2022 Det tredje riket
  - Das dritte Königreich (aus dem Norwegischen von Paul Berf), Luchterhand, München 2024, ISBN 978-3-630-87710-5 (Band 3 der Morgenstern-Serie).
- 2023: Der Roman ist die Form des Teufels. Tübinger Vorlesungen. (aus dem Norwegischen von Paul Berf), BTB, München, ISBN 978-3-442-77277-3.
- 2023: Nattskolen.[34]
  - Die Schule der Nacht (aus dem Norwegischen von Paul Berf), Luchterhand, München 2025, ISBN 978-3-630-87793-8 (Band 4 der Morgenstern-Serie).

## Auszeichnungen
- 1998 – Kritikerprisen für Ute av verden
- 1999 – Bjørnsonstipendet für Ute av verden
- 2004 – Romanpreis der P2-Zuhörer für En tid for alt
- 2005 – Sørlandets litteraturpris für En tid for alt
- 2009 – Brageprisen für Min kamp (1. Band)
- 2009 – Romanpreis der P2-Zuhörer für Min kamp (1. Band)
- 2010 – Sørlandets litteraturpris für Min kamp (1. bis 3. Band)
- 2011 – Neshornet, Kulturpreis der Tageszeitung Klassekampen
- 2011 – Gyldendalprisen
- 2012 – Kulturpreis der Provinz Aust-Agder
- 2015 – Premio Malaparte
- 2015 – Welt-Literaturpreis
- 2017 – Jerusalem-Preis[35]
- 2017 – Österreichischer Staatspreis für Europäische Literatur
- 2019 – Nordischer Preis der Schwedischen Akademie[36]
- 2019 – Tübinger Poetik-Dozentur[37][38]
- 2020 – Hans-Christian-Andersen-Literaturpreis[39]
- 2020 – Prix Médicis für das beste Essay für Fin de combat (französische Übersetzung von Min kamp, 6. Band)[40]